# Ceftolozan
Ceftolozanul (utilizat în asociere cu tazobactam sub denumirea comercială Zerbaxa) este un antibiotic din clasa cefalosporinelor de generația a cincea, cu activitate bactericidă, fiind utilizat în tratamentul infecțiilor de tract urinar complicate și a infecțiilor intra-abdominale complicate la adulți. Calea de administrare disponibilă este cea intravenoasă.
Compusul a fost dezvoltat cu scopul de a fi utilizat în infecțiile cauzate de bacteriile gram-negative rezistente la antibioticele obișnuite.